# SMS Meer
Die SMS Meer GmbH mit Sitz in Mönchengladbach ist ein Unternehmensbereich der SMS group. SMS Meer ist weltweit führend im Anlagen- und Maschinenbau für Stahlwerke und Stranggießtechnik (Langprodukte), Rohranlagen, Profilwalzwerke, Schmiedetechnik, NE-Anlagen (Aluminium und Kupfer), Wärmetechnik und Serviceleistungen.
Der Unternehmensbereich hat rund 3.650 Mitarbeiter, der Auftragseingang im Jahr 2013 betrug 1.104 Millionen Euro. Die Unternehmenszentrale ist in Mönchengladbach (Deutschland). Zum Unternehmensbereich gehören auch die SMS Concast (Zürich/Schweiz), PWS (Ravensburg/Deutschland), Hertwich Engineering (Braunau/Österreich) und SMS Elotherm (Remscheid/Deutschland). Zudem ist SMS Meer mit eigenen Landesgesellschaften weltweit vertreten. Zuletzt wurde im Oktober 2010 ein Produktionsstandort in Shanghai/China eröffnet (SMS Meer Engineering (China) Ltd.)

## Leistungsangebot
Das Leistungsangebot von SMS Meer umfasst Anlagen und Maschinen für die Bereiche Stahlwerke und Stranggießtechnik für Langprodukte, Rohranlagen, Profilwalzwerke, Schmiedetechnik, NE-Anlagen, Wärmetechnik und Service.

### Stahlwerke und Stranggießtechnik für Langprodukte
Als Teil des Unternehmensbereichs SMS Meer entwickelt und produziert SMS Concast Anlagen für den gesamten Produktionsprozess von Stahl: von Elektrolichtbogenofen zum Einschmelzen unterschiedlicher Einsatzstoffe über Sekundärmetallurgie-Anlagen bis zum Stranggießen. Dabei hat sich das Unternehmen auf Anlagen für Langprodukte spezialisiert. Zusammen mit den anderen Firmen des Unternehmensbereichs bietet SMS Concast auch so genannte Minimills an, integrierte Stahlwerke mit direkt angeschlossener Walzstraße.

### Rohranlagen
SMS Meer ist weltweit der größte Anlagen- und Maschinenbauer für die Rohrproduktion. Der Unternehmensbereich stellt Nahtlosrohranlagen, Rohrschweißanlagen, Spiralrohranlagen, Radialschmiedemaschinen zur Rohrproduktion sowie die entsprechenden Adjustageeinrichtungen her.

### Profilwalzwerke
Im Bereich Profilwalzwerke deckt SMS Meer Maschinen und Anlagen für Profil- und Halbzeugwalzwerke, Feinstahlwalzwerke sowie Draht- und Stabstahlwalzwerke ab. Typische Produkte, die auf Anlagen von SMS Meer hergestellt werden, sind Betonstahl, Träger, Schienen, Drähte sowie Spezialprofile. Außerdem produziert SMS Meer Maschinen und Anlagen zur Herstellung von Blankstahl.

### Schmiedetechnik
SMS Meer bietet hydraulische Pressen und Strangpressen, Gesenkschmieden sowie Ringwalzanlagen und -maschinen an. Auf den Anlagen stellen die Kunden unter anderem Turbinenschaufeln für die Luftfahrt- und Kraftwerksindustrie, Antriebs- und Achskomponenten für die Fahrzeugindustrie und Profile für die Automotive-, Luftfahrt- und Eisenbahnindustrie her. Auf Ringwalzen werden Ringe gefertigt, die im Maschinenbau- und Automotive-Bereich zum Einsatz kommen, beispielsweise als Wälzlager, als Komponenten druckbeständiger Tanks oder beim Bau von Windrädern. Auch Räder für Schienenfahrzeuge werden auf den Anlagen produziert.

### NE-Anlagen
Im Bereich Aluminium ist SMS Meer Komplettanbieter auf dem Gebiet der Aluminium-Gießeinrichtungen. Die Kompetenzen in der Aluminium-Verarbeitung bündelt das Tochterunternehmen Hertwich Engineering. Das Portfolio umfasst Schmelzöfen, Homogenisierungsanlagen, Gießanlagen, Barrenfräsen und Bandsägen sowie Nebeneinrichtungen.
Im Bereich Kupfer verkauft SMS Meer Anlagen für die Draht- und Rohrerzeugung sowie zur Herstellung von Halbzeug. In diesen Bereich fallen auch Stranggießanlagen für Gusseisen, Edelmetalle und Sonderlegierungen.

### Wärmetechnik
Die beiden SMS Meer-Tochterfirmen SMS Elotherm und SMS Meer S.p.A. stellen Erwärmungsanlagen her. Damit werden Werkstücke auf Verarbeitungstemperatur gebracht oder bereits bearbeitete Produkte gehärtet und vergütet, um die Materialeigenschaften zu verbessern. SMS Meer S.p.A. bietet gas- oder ölbefeuerte Öfen, SMS Elotherm ist spezialisiert auf Induktionstechnik.

### Service
Das Service-Portfolio von SMS Meer umfasst technische Dienstleistungen wie die Inbetriebnahme der Anlagen, die Versorgung mit Ersatzteilen, Modernisierungen oder Notfallservice, aber auch die professionelle Schulung der Anlagenbediener, Unterstützung beim Betrieb der Anlagen und Consulting-Angebote.

## Unternehmensgeschichte

### Gründung im 19. Jahrhundert
Die Wurzeln von SMS Meer reichen rund 140 Jahre zurück: Am 10. Dezember 1872 gründeten die Brüder Michael und Peter Meer in Mönchengladbach die „Gebr. Meer Maschinenfabrik und Eisengiesserei o.H.“. Sie stellten Dampfmaschinen her und belieferten vor allem die starke Textilindustrie am Niederrhein.
Kurze Zeit nach der Firmengründung starb Michael Meer. Von diesem Zeitpunkt an führte Peter Meer das Unternehmen allein. Er erweiterte das Produktprogramm um Kompressoren und Wasserpumpen. Zu den Kunden zählten neben Webereien und Spinnereien nun auch Ölmühlen, Bergwerke und Wasserwerke. In dieser Zeit begann Meer mit der Instandsetzung und Wartung seiner Produkte und wurde damit auch zum Dienstleistungsunternehmen.
1912 starb Peter Meer. Die Söhne der beiden Firmengründer, Willy und Hermann Meer, übernahmen die Geschäftsleitung. Während des Ersten Weltkrieges produzierte die Firma Rüstungsgüter. Nach Kriegsende kam 1921 mit Karl Gruber ein neuer Teilhaber und technischer Direktor ins Unternehmen. Er führte einen neuen Produktionszweig ein: den Bau von Anlagen für die Herstellung von nahtlosen Stahlrohren. Mannesmann hatte im späten 19. Jahrhundert das Verfahren zur Herstellung nahtloser Stahlrohre entwickelt, ein Quantensprung in der Rohrproduktion. Schon 1923 lieferte Meer das erste Rohrwalzwerk an einen Kunden in Düsseldorf, zwei Jahre später erfolgte die erste Lieferung in die Vereinigten Staaten.

### Übernahme durch Mannesmann
1926 wurde Meer von den Mannesmannröhren-Werken übernommen, die sich bereits seit Anfang der 1920er Jahre für Meer interessierte. Mit einem Grundkapital von 1,8 Millionen Reichsmark wurde die „Maschinenfabrik Meer AG“ gegründet und ging in den Besitz des Düsseldorfer Konzerns über.
Meer profitierte von steigenden Auftragseingängen und entwickelte sich innerhalb weniger Jahre zu einem der führenden Hersteller von Rohrwalzwerken. 1930 erwarb Meer zusammen mit Mannesmann und der Kronprinz AG die deutschen Patente für Asselwalzwerke, entwickelte die Methode weiter und erreichte eine höhere Genauigkeit bei Rohrdurchmesser und Wanddicke. So konnten die auf Asselwalzwerken produzierten Rohre für die Produktion von Kugellagern eingesetzt werden und Meer stieg zu einem der Hauptlieferanten der europäischen Kugellagerindustrie auf.

### Rüstungsproduktion im Zweiten Weltkrieg
Mit Beginn des Zweiten Weltkriegs wurde die Maschinenfabrik Meer in die Rüstungsproduktion eingebunden. Das Werk wurde erweitert und produzierte Munitionsmaschinen, Kolbenmaschinen für Minensuchboote oder Panzerteile.
Im August 1943 wurde die Maschinenfabrik Meer bei einem Bombenangriff schwer beschädigt. In der Nacht vom 19. auf den 20. September 1944 zerstörten britische Bomber das Werk fast vollständig. Nach Kriegsende zerlegten die Alliierten das Mannesmann-Industriekonglomerat in drei Teile.

### Wiederaufbau ab 1946
Im zerstörten Nachkriegsdeutschland gestaltete sich der Wiederaufbau der Firma, die zu diesem Zeitpunkt der Mannesmann-Nachfolgegesellschaft STAMAG (Stahl- und Maschinengesellschaft mbH) angehörte, schwierig. Erst 1948 stand durch die Währungsreform und den Marshallplan wieder genügend Geld zur Verfügung. Durch die weltweite Nachfrage nach Stahl und Maschinen, die der Koreakrieg Anfang der 1950er Jahre auslöste, wuchs Meer schnell. 1953 beschäftigte das Unternehmen bereits wieder 700 Mitarbeiter und machte einen Umsatz von rund 25 Millionen Mark.
1955 wurde der Mannesmann-Konzern wieder zusammengeführt und Meer wurde unter dem Namen „Mannesmann-Meer“ integriert. In der Folgezeit investierte Meer stark – sowohl in Forschung und Entwicklung als auch in die Produktionskapazität und die Ausbildung der Mitarbeiter. Das patentierte Streckreduzierwalzwerk in Drei-Walzen-Bauart mit mechanisch-hydraulischem Überlagerungsantrieb war eine der wichtigsten Neuentwicklungen der Nachkriegszeit.
In Mönchengladbach entstand 1962 ein neues Verwaltungsgebäude im Ohlerkirchweg, wo die Unternehmenszentrale von SMS Meer bis heute liegt. 1966 entschied sich Mannesmann, seine Kernbereiche unter einheitlicher Leitung zusammenzulegen und Meer übernahm zum 1. Januar 1967 die Führung aller Maschinenbauunternehmen des Konzerns. In dieser Zeit Jahren wuchs der Bereich ständig, unter anderem durch mehrere Firmenzukäufe.

### Integration in die Demag
Ab 1972 erwarb Mannesmann nach und nach Anteile an der Demag, einem der größten Maschinenbauunternehmen mit Sitz in Duisburg. 1973 übernahm Mannesmann die Demag AG, ab 1974 wurde Meer als „Mannesmann Demag Meer, Zweigniederlassung der Demag Aktiengesellschaft“ in die neue Gesellschaft integriert. Die frühen 80er Jahre waren geprägt von der Strukturkrise der Eisen- und Stahlindustrie. Das machte auch Meer zu schaffen. Erst Mitte der 80er Jahre erholte sich die Konjunktur.
1990 erwarb Mannesmann die Lizenz für das erste private Mobilfunknetz in Deutschland und entwickelte sich in den folgenden Jahren zu einem der führenden Mobilfunkunternehmen in Deutschland. Im Rahmen der Umstrukturierung beschloss die Konzernführung, sich von den industriellen Aktivitäten zu trennen. Neben Demag betraf das auch Geschäftsbereiche wie Rexroth, [Dematic] oder Mannesmann Sachs. Nach 75 Jahren Zusammenarbeit kam die Trennung vom Mutterkonzern: Zum 1. Januar 1999 fusionierte der Geschäftsbereich Metallurgie der Mannesmann Demag mit der „SMS Schloemann-Siemag “ (SMS) zur „SMS Demag“. SMS befand sich zum damaligen Zeitpunkt im gemeinsamen Besitz der Unternehmerfamilie Weiss und dem MAN-Konzern.

### Entwicklung mit SMS
Zunächst wurde Meer als eine von acht Geschäftseinheiten in den Unternehmensbereich Hütten- und Walzwerktechnik der SMS Demag integriert. 2000 wurde Meer unter dem Namen „SMS Meer GmbH“ ausgegliedert und repräsentierte den Geschäftsbereich „Rohr-, Profil- und Kupferanlagen“. Gleichzeitig wurden der marktführende Aluminiumspezialist Hertwich Engineering und die italienische „S.I.M.A.C. S.p.A.“ (heute SMS Meer S.p.A.) sowie der Geschäftsbereich „Profilwalzwerke“ dem Bereich zugeordnet. Der Standort Mönchengladbach wurde ausgebaut.
2002 wurde das Programm von SMS Meer mit der Press- und Schmiedetechnik von SMS Eumuco zusammengelegt. Bei Rohrschweißaktivitäten für große Durchmesser wurden die entsprechenden Aktivitäten des Hauptwettbewerbers „VAI“ übernommen. Mit dem Zukauf von „SMS Elotherm“, einer auf Induktionstechnik spezialisierte Firma, rundete der Unternehmensbereich 2003 sein Produktprogramm ab. Den heutigen Namen, „SMS Meer“, erhielt der Unternehmensbereich 2006. Zwei Jahre später erwarb SMS Meer das Maschinenbauprogramm der Schumag und die PWS Automatisierungs- und Elektrotechnik GmbH. Zum 1. Januar 2011 wurde SMS Concast mit 346 Mitarbeitern organisatorisch in den Unternehmensbereich SMS Meer eingegliedert.
Die Familie Weiss übernahm 2007 die restlichen Anteile am SMS-Verbund von MAN. Zudem hatten die Eigentümer bereits Siemens die entsprechenden Beteiligungen abgekauft. Damit war die SMS Gruppe wieder vollständig im Familienbesitz.

## Standorte
SMS Meer ist durch seine Tochterunternehmen und Vertretungen auf allen Kontinenten präsent. Der Standort der Zentrale ist in Mönchengladbach.
Standorte in Deutschland sind Mönchengladbach, Aachen, Witten, Remscheid und Ravensburg. In Europa ist die Gruppe in Österreich (Braunau am Inn), Schweiz (Zürich), Italien (Tarcento und Udine), Frankreich (Altkirch), Großbritannien (Chesterfield und Bishop Auckland), Russland (Sankt Petersburg und Moskau), Rumänien (Bukarest), Spanien (Barcelona) und Ukraine (Dnepropetrovsk) präsent.
Außerdem verfügt die Gruppe über Niederlassungen oder Töchter in Nord- und Südamerika und Asien.